# Droit des réfugiés
Le droit des réfugiés est une branche du droit international qui traite des droits et de la protection des réfugiés.
La relation entre le droit des réfugiés et le droit international des droits de l'homme ou du droit international humanitaire fait débat chez les spécialistes du droit international. La discussion fait partie d'un débat plus large sur la fragmentation du droit international. Alors que certains chercheurs conçoivent chaque branche comme un régime autonome distincte des autres branches, d'autres considèrent que les trois branches forment un système normatif plus large visant à protéger les droits de chaque êtres humains en tous temps. Les partisans de cette dernière conception voient ce régime global incluant des normes applicables seulement a certaines situations: tels que les conflits armés et l'occupation militaire (DIH) ou à certains groupes de personnes, y compris les réfugiés (droit des réfugiés), les enfants (Convention relative aux droits de l'enfant), et les prisonniers de guerre (1949 Convention de Genève).

## Sources du droit des réfugiés

### Droit international
Le droit des réfugiés inclut le droit coutumier, le jus cogens, et des instruments légaux internationaux. L'instrument international est la Convention du 28 juillet 1951 relative au statut des réfugiés, dite Convention de Genève, et son protocole de 1967 relatif au statut des réfugiés que les pays doivent signer séparément.

### Droit régional
Divers organes régionaux ont des instruments s'appliquant uniquement aux États membres. Ces instruments incluent :
- 1966 : Les Principes de Bangkok sur le statut et le traitement des réfugiés adoptés par l'Organisation consultative juridique Asie-Afrique.
- 1969 : Convention régissant les aspects propres aux problèmes des réfugiés en Afrique de 1969.
- 1984 : La Déclaration de Carthagène pour l'Amérique latine.
- 1976 : La Recommandation 773 relative à la situation des réfugiés de facto de l'Assemblée parlementaire du Conseil de l’Europe.
- 2004 : Directive du Conseil de l'Europe du 29 avril 2004 concernant les normes minimales relatives aux conditions que doivent remplir les ressortissants des pays tiers ou les apatrides pour pouvoir prétendre au statut de réfugié ou les personnes qui, pour d'autres raisons, ont besoin d'une protection internationale, et relatives au contenu de ces statuts.

## Définition du statut de réfugié
Il existe une variété de définitions quant à savoir qui doit être considéré comme un réfugié, généralement défini dans le but d'un instrument particulier. Le Protocole de 1967 relatif au statut des réfugiés précise la définition d'un réfugié trouvé dans la Convention de 1951 comme une personne qui :
- est en dehors de son pays de nationalité ou de résidence habituelle ;
- a une crainte fondée de persécution en raison de sa race, sexualité, religion, nationalité, son appartenance à un groupe social ou ses opinions politiques et
- est incapable ou refuse de lui prévaloir / elle-même de la protection de ce pays ou pour y revenir, par crainte de persécution.

L'Article 1 de la Convention telle que modifiée par le Protocole de 1967 définit un réfugié comme :

« Une personne craignant avec raison d’être persécutée du fait de sa race, de sa religion, de sa nationalité, de son appartenance à un certain groupe social ou de ses opinions politiques, se trouve hors du pays dont elle a la nationalité et qui ne peut ou, du fait de cette crainte, ne veut se réclamer de la protection de ce pays ; ou qui, si elle n’a pas de nationalité et se trouve hors du pays dans lequel elle avait sa résidence habituelle à la suite de tels événements, ne peut ou, en raison de ladite crainte, ne veut y retourner[...]. »

Le Protocole de 1967 a supprimé les restrictions temporelles, qui limitaient le statut de réfugié à ceux dont la situation était venu de « par suite d’événements survenus avant le 1er janvier 1951 », et les restrictions géographiques qui ont donné les États parties à la Convention la possibilité d'interpréter cela comme « événements survenus en Europe »ou« événements survenus en Europe ou ailleurs ». Cependant, il a également donné aux États qui avaient déjà ratifié la Convention de 1951 et choisi d'utiliser la définition géographique restreint la possibilité de conserver cette restriction.
L'Organisation de l'unité africaine (OUA) régissant les aspects propres aux problèmes des réfugiés en Afrique a adopté un traité régional sur la base de la Convention, en ajoutant à la définition d'un réfugié :

« [...] toute personne obligée de quitter son pays « du fait d’une agression, d’une occupation extérieure, d’une  domination étrangère ou d’événements troublant gravement l’ordre public  dans  une  partie  ou  dans  la  totalité  de  son  pays  d’origine,  ou  du pays dont elle a la nationalité ». »

En 1984, un groupe de gouvernements latino-américains adopte la Déclaration de Carthagène, qui, comme la Convention de l'OUA, a ajouté plus d'objectivité fondée sur l'examen significative à la Convention de 1951. La Déclaration de Cartagène déterminer qu'un « réfugié » comprend :

« [...] parce que leur vie, leur sécurité ou leur liberté étaient  menacées  par  une  violence  généralisée,  une  agression  étrangère,  des  conflits internes, une violation massive des droits de l’homme ou d’autres circonstances ayant perturbé gravement l’ordre public. »

## Référence
- (en) Cet article est partiellement ou en totalité issu de l’article de Wikipédia en anglais intitulé « Refugee law » (voir la liste des auteurs).

1. ↑  (en) Martti Koskenniemi et Päivi Leino, « Fragmentation of International Law? Postmodern Anxieties », Leiden Journal of International Law, vol. XV,‎ 1er septembre 2002, p. 553–579 (ISSN 1478-9698, DOI 10.1017/S0922156502000262, lire en ligne, consulté le 17 avril 2016).
2. ↑  (en) Seira Yun, « Breaking Imaginary Barriers: Obligations of Armed Non-State Actors Under General Human Rights Law – The Case of the Optional Protocol to the Convention on the Rights of the Child », Social Science Research Network,‎ 1er janvier 2014 (lire en ligne, consulté le 17 avril 2016).
3. ↑  « Convention et Protocole relatifs au statut des réfugiés », sur unhcr.org (consulté le 26 juin 2020).
4. 1 2  « Protection des réfugies : Guide sur le droit international relatif aux réfugiés » [PDF], sur archive.ipu.org (consulté le 26 juin 2020).

## Annexe